# Pfarrkirche St. Marein bei Graz

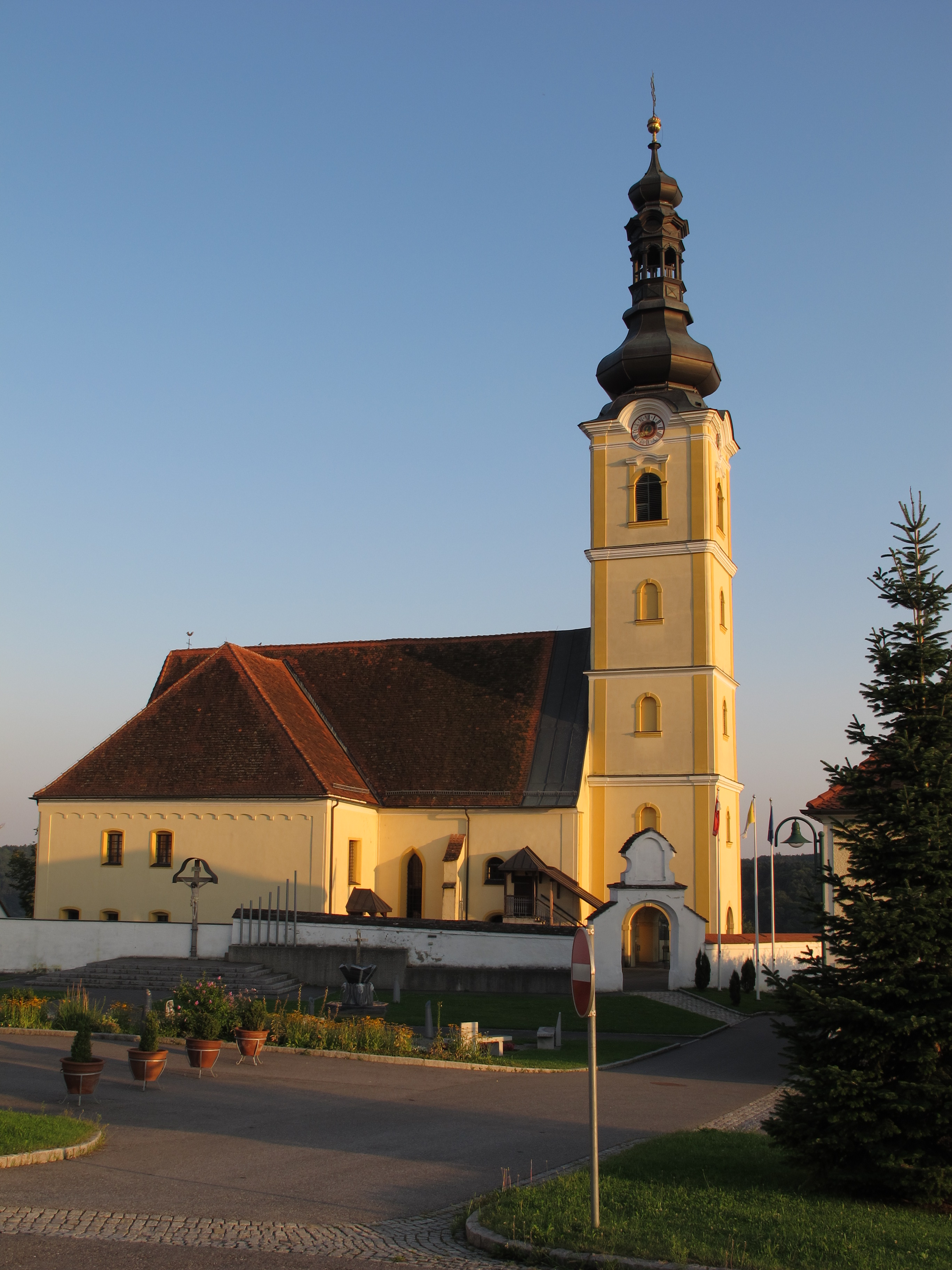
Kath. Pfarrkirche hl. Maria in Sankt Marein bei Graz

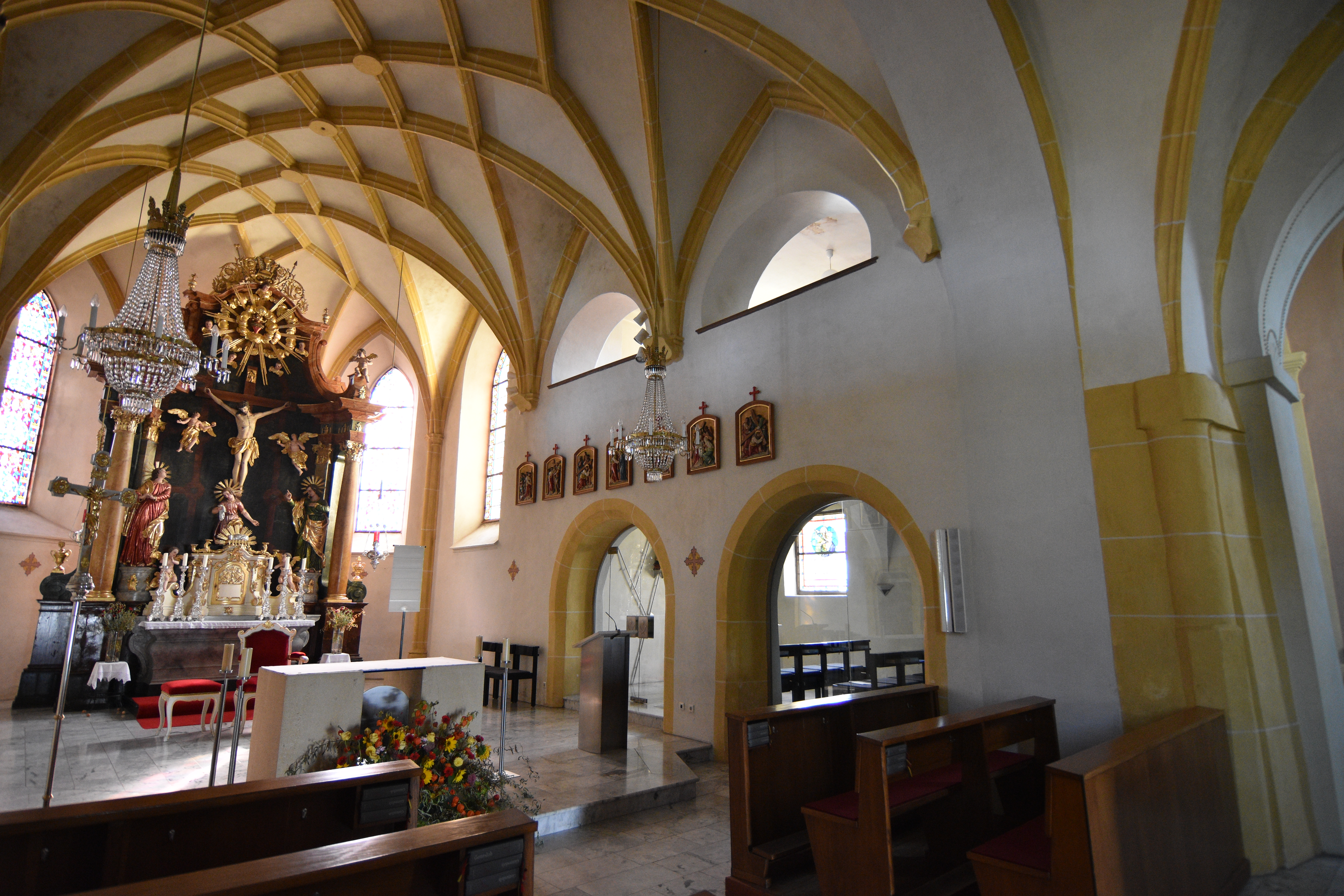
Die Innenansicht der Kirche

Die römisch-katholische Pfarrkirche St. Marein bei Graz steht in der Gemeinde Sankt Marein bei Graz im Bezirk Graz-Umgebung in der Steiermark. Die auf die heilige hl. Maria geweihte Pfarrkirche gehört zum Dekanat Graz-Land in der Diözese Graz-Seckau. Die Kirche und die Kirchhofanlage stehen unter Denkmalschutz.

## Geschichte
Die erste urkundliche Erwähnung der Kirche stammt aus dem Jahr 1224. Der spätgotische Bau wurde vorwiegend um 1550 errichtet, datiert am südlichen Strebepfeiler des Langhauses. 1771 wurde der Turm in barocken Formen erbaut. 1969 fand eine Gesamtrestaurierung statt.

## Architektur
Die Kirche steht auf einem erhöht über dem Ort liegenden Plateau im ehemaligen Friedhof, von einer ehemaligen Wehrmauer mit Schießscharten umgeben. Auf das Plateau führen zwei gedeckte Stiegenaufgänge. Der Kirchhof ist von einer mit Schießscharten versehenen Nischenmauer umgeben. An der nordöstlichen Seite der Mauer befindet sich ein spätbarockes Portal, das zum Pfarrhof führt.
Das niedrige, dreijochige Langhaus wird von einem Zweiparallelrippengewölbe überspannt, das auf vorspringenden Wandpfeilern ruht. Die Wandpfeiler haben polygonale Vorlagen sowie breite, ungegliederte Kämpfersteine. Der dreijochige Chor ist leicht eingezogen und hat einen Dreiachtelschluss. Er wird von einem Dreiparallelrippengewölbe mit einer Schlusssteinreihe überwölbt, das auf Schildkonsolen und im Chorschluss auf sechseckigen Stützen mit vorgelegten Runddiensten ruht. Im Norden und im Süden das Chores befinden sich zwei Nebenräume aus der ersten Hälfte des 16. Jahrhunderts. Der südliche Raum hat ein kleines Eingangsportal und könnte die ursprüngliche Sakristei gewesen sein. An beiden Seiten des dritten Langhausjochs wurden je eine viereckige Seitenkapelle angebaut, die südliche über einem älteren Bau. Beide haben Kreuzgratgewölbe mit herzförmigem Felderstuck und Perlstabrahmung. Das verzogene und mehrfach gekehlte Kielbogenportal im Westen des Langhauses und das Portal zur südlichen Seitenkapelle sind spätgotisch.
Die heutige Sakristei stammt aus dem letzten Viertel des 17. Jahrhunderts. Im nördlichen Teil des Langhauses befindet sich die aus dem 19. Jahrhundert stammende Empore mit Spitzbogenöffnungen. Die dreiachsige Orgelempore, der Emporenraum im Süden und der dazugehörige Stiegenaufgang stammen aus dem zweiten Viertel des 18. Jahrhunderts. Der viergeschoßige Turm mit Lisenengliederung trägt einen Zwiebelhelm mit einer hohen Laterne.

## Ausstattung
An der Stelle des abgetragenen Hochaltars befindet sich ein von Alfred Schlosser im Jahr 1975 gestalteter Tabernakelpfeiler aus Stein. Auf ihm befindet sich ein Ernterelief und eine Marienstatue. In der rechten Seitenkapelle steht ein Kreuzaltar mit 1774 von Josef Pogner angefertigten Figuren, in der linken Seitenkapelle ein etwas früher entstandener Pankratiusaltar. Die 1763 errichtete Kanzel stammt vom Südtiroler Bildhauer Veit Königer. Auf dem Schalldeckel befindet sich eine Figur des Glaubens und am Korb ein Relief, das Jesus und Petrus darstellt. Im Chor befindet sich eine Pietà aus der Zeit um 1520 und eine Maria Immaculata aus der Mitte des 18. Jahrhunderts. Am Chorschluss steht ein Wappengrabstein aus dem Jahr 1679. Auf der linken Empore ist ein Bildnis der Mariä Heimsuchung, das 1831 von A. Weißenfeld gemalt worden ist.
Die Orgel stammt aus dem Jahr 1962.